# Wichtlein
Le Wichtlein est, dans le folklore germanique, un nain maléfique qui entraîne les mineurs à leur perte et provoque des éboulements.